# Мерло (Буенос-Айрес)
```

```

Ме́рло (ісп. Merlo) — місто в аргентинській провінції Буенос-Айрес, на заході міської агломерації Великий Буенос-Айрес. Адміністративний центр однойменного округу.
Мерло межує на півночі з містами Ітусайнго і Сан-Антоніо-де-Падуа, на півдні і сході з Парке-Сан-Мартін, на заході з округом Морено по річці Ріо-Реконкіста, на півдні з Мар'яно-Акоста.

## Історія
Землі, де зараз розташоване місто Мерло, на початку 18 ст. належали іспанцю Франсіско де Мерло. Спочатку він збудував тут свій маєток, а 1727 року — каплицю Непорочного зачаття Діви Марії. 23 жовтня 1730 року каплицю було віднесено до парафії Ла-Матанса. 1738 року Франсіско де Мерло запросив дозвіл у короля на заснування поселення навколо свого маєтку. Дозвіл було отримано 28 серпня 1755 року. Місто отримало назву Сан-Антоніо-дель-Каміно і герб самого Мерло, хоча у народі було відоме як Поселення Мерло або Каплиця Мерло.
Згідно з даними першого перепису населення, здійсненого 10 червня 1742 року, у місті налічувалося 75 мешканців без урахування родини і робітників Франсіско де Мерло. 1755 року населення досягло 111 осіб.
1749 року у Мерло було відкрито початкову школу.
1758 року після смерті Франсіско де Мерло землі навколо поселення відійшли до ченців-мерседарійців, які відрили тут притулок. 
1761 року у повідомленні Королівської аудієнсії Чаркас говорилося, що Мерло не може називатися містом через замалу кількість мешканців. 1765 року єпископ Буенос-Айреса назвав місто примарним. 1773 року було збудовано новий міст, через що Мерло опинився обабіч торгових шляхів і занепав. 1776 року з Мерло до Морона було перенесено парафіяльну церкву. 1823 року було закрито мерседарійський притулок, а 1826 року з міста поїхав останній священик.
1840 року на місці сучасної центральної площі Мерло був табір генерала Хуана Лавальє, який очолював боротьбу проти Хуана Мануеля де Росаса.
У 1838-1852 роках мировим суддею Морона був Томас Фернандес де Сьєса, який перебував в опозиції до Росаса. Він мав у Мерло маєток, звідки здійснював керівництво боротьбою проти Росаса. Коли Росас був переможений військами Уркіси, росисти розмістилися у Мерло, вбивши Фернандеса де Сьєсу.

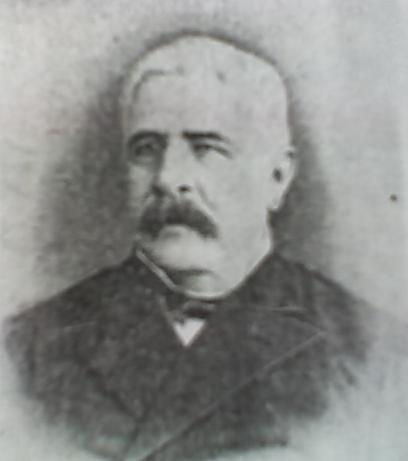
Хуан Дільйон
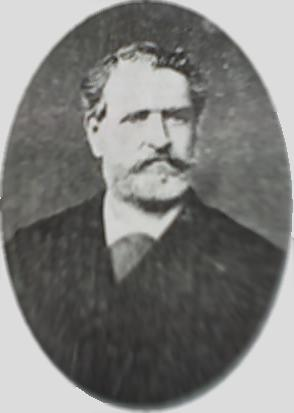
Педро Бенуа
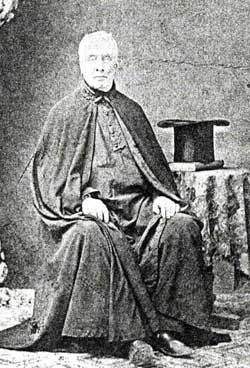
Ентоні Домінік Фахі
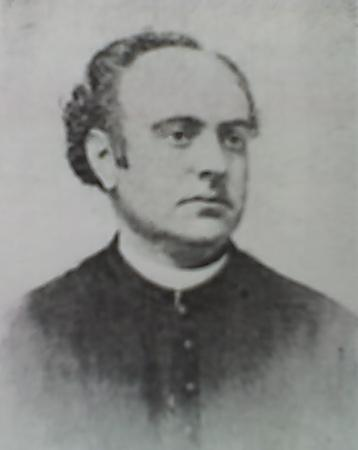
Патрік Джозеф Дільйон

1852 року уряд продав землі, де було поселення Мерло, ірландцю Томасу Гібсону Пірсону. 1859 року завдяки зусиллям пасинка Пірсона Хуана Дільйона місто Мерло було відроджене. Педро Бенуа розробив новий план міста. Іспанський архітектор Антоніо Аєрбе збудував нову каплицю на місці старою, яка на той час вже лежала в руїнах. Також на околиці міста було збудовано залізничну станцію.

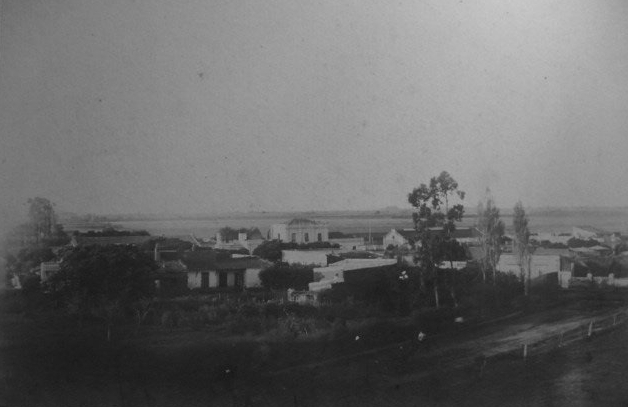
Будинки поблизу залізничної станції (1880)
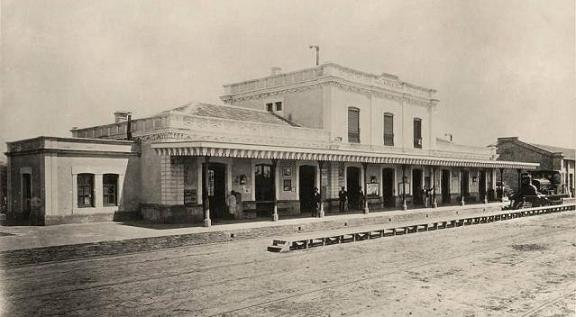
Залізнична станція (1880)
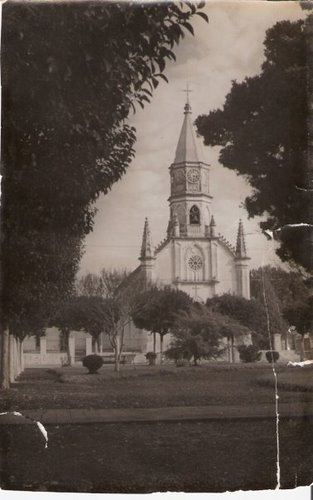
Церква (І пол. XX ст.)
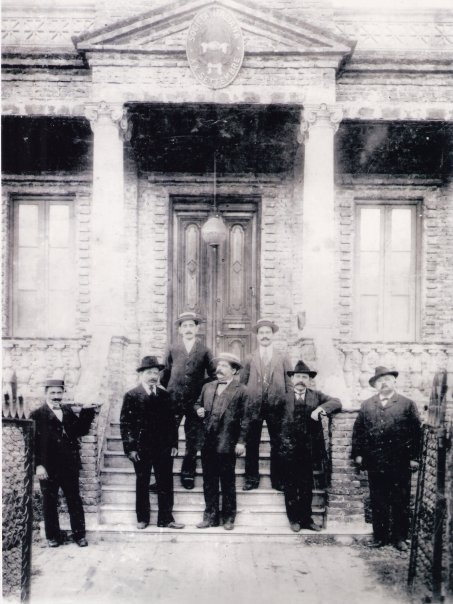
«Societa Italiana XX Settembre» (1920)

1862 року місто почало змінювати своє обличчя. Почали зводити будинки згідно з планом Бенуа, було відкрито школу. 1864 року було споруджено нову церкву, але архієпископ відмовився надсилати туди священика, оскільки першими особами міста були масони. Тоді влада міста звернулася до голови ірландської громади Ентоні Домініка Фахі, який надав їм священика — Патріка Джозефа Дільйона.
1864 року Мерло отримало статус окремого міста і право збудувати муніципалітет.
1870 року у Буенос-Айресі розпочалася епідемія холери, внаслідок чого значна кількість його жителів втекли до навколишніх сіл і містечок, зокрема Мерло. Багато з них померли у місті, тому владі довелося відкрити новий цвинтар, оскільки старий було переповнено.
У 1870-х роках у Мерло було встановлено вуличне освітлення.
1894 року італійська громада Мерло, яка на той час перевищила ірландську, заснувала організацію взаємодопомоги «Societa Italiana XX Settembre», яка мала захищати інтереси місцевих італійців. 1904 року ця організація збудувала особняк у неокласичному стилі, де 1915 року з приходом електрики до міста відкрився перший кінотеатр.

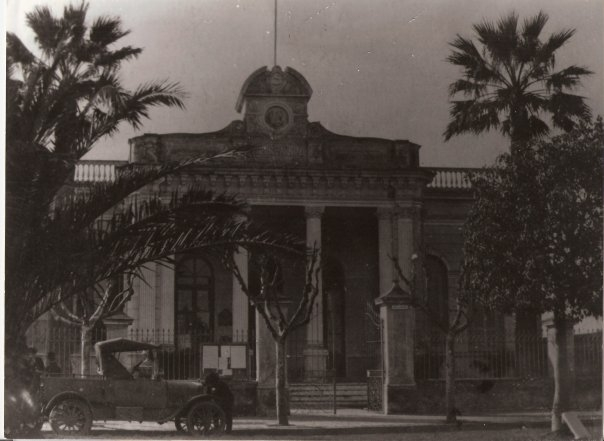
Муніципалітет (1919)
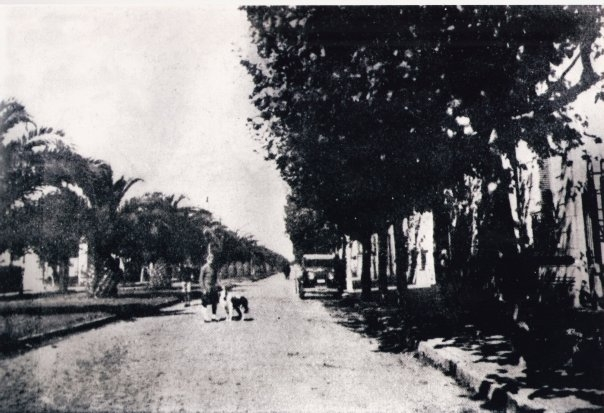
Центральна вулиця (1919)
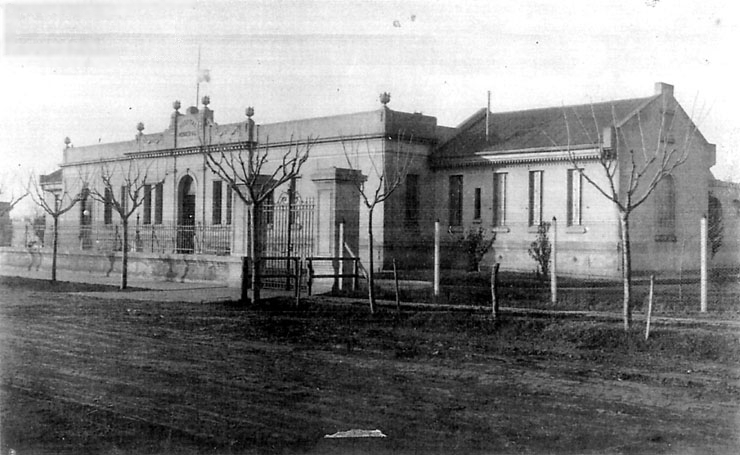
Лікарня (1930)
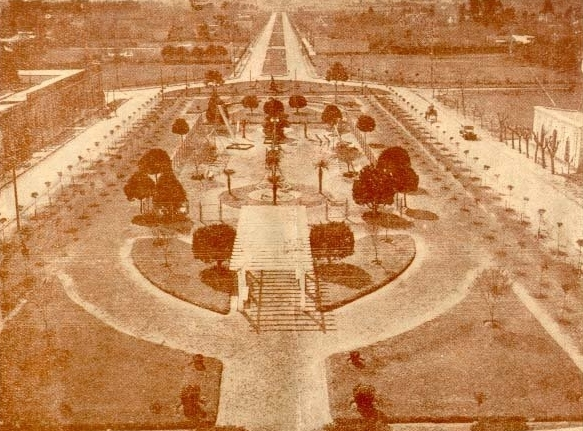
Центральна площа (1930)

1906 року люди, які жили поблизу залізничної станції, заснували спортивний клуб Архентіно, де грали у футбол, теніс і крикет. 1911 року багатші жителі міста заснували спортивний клуб Насьйональ, який згодом було перейменовано на Індепендьєнте.
1913 року було покладено бруківку на головну вулицю міста, а 1938 року її  було заасфальтовано.
1928 року у Мерло розпочав роботу громадський транспорт.
8 вересня 1929 року було відкрито першу лікарню у місті.
У першій половині XX ст. місто було зоною відпочинку для жителів столиці, тут також був великий санаторій для хворих на туберкульоз. У 1940-х роках Мерло став частиною міської агломерації Великий Буенос-Айрес. У наступні роки його населення стрімко збільшувалося завдяки міграції з віддалених провінцій країни.
19 серпня 1955 року Мерло офіційно отримало статус міста.
У 1950-х — 1960-х роках через збільшення населення міста з'явилася потреба у коледжах. Було засновано Коледж ім. Бернардо Усая і Національний коледж ім. Мануеля Бельграно, а також дві технічні школи і кілька приватних навчальних закладів.

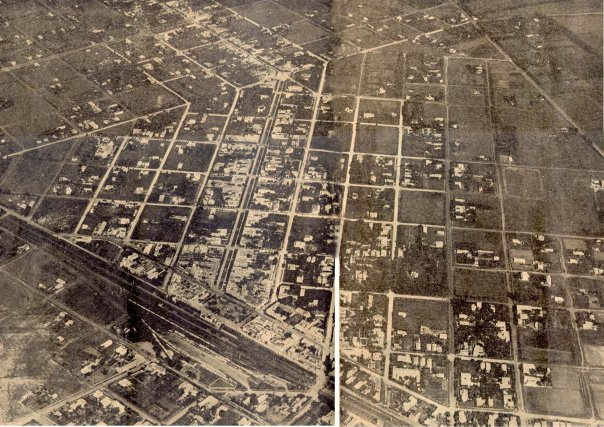
Мерло з повітря (І пол. XX ст.)
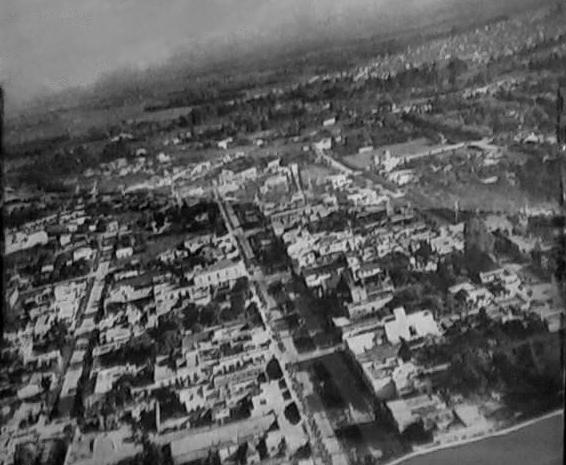
Мерло з повітря (1950)
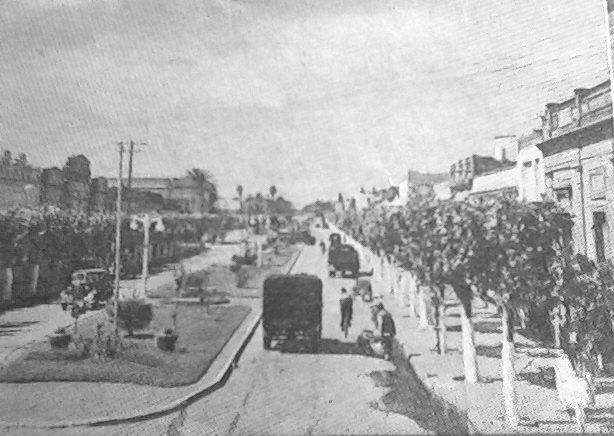
Центральна вулиця (1950)
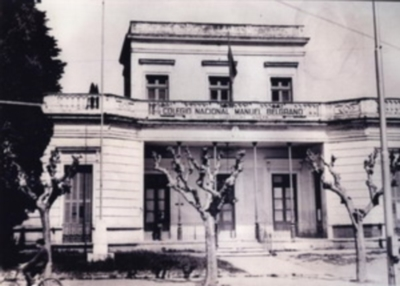
Коледж ім. Бельграно (1960)

1980 року у Мерло було збудовано новий міст імені героїв Мальвін. 1988 року було перебудовано місцевий шпиталь.
2009 року у Мерло було відкрито Національний університет Заходу.

## Адміністративно-територіальний поділ
Мерло поділяється на такі райони:
- Мерло-Сентро — найреспектабельніший район
- Мерло-Норте
- Барріо-Архентіно
- Лос-Вьйолетас
- Санта-Лусія
- Лаго-дель-Боске
- Лос-Патос
- Ла-Хосефіна
- Лос-Параїсос
- Ель-Мірадор
- Помпея
- Реконкіста
- Парке-дель-Соль
- Аманді
- Сан-Едуардо
- Габото
- Арко-Іріс
- Альбатрос